# Aeroporto di Ostenda
L'Aeroporto di Ostenda (IATA: OST, ICAO: EBOS), è un aeroporto belga situato alla periferia Sud di Ostenda, città portuale della provincia fiamminga delle Fiandre Occidentali affacciata sul Mare del Nord.
La struttura, posta all'altitudine di 4 m / 13 ft sul livello del mare, è dotata di due piste, la principale con fondo in calcestruzzo lunga 3 200 m e larga 45 m (10 499 x 148 ft) ed orientamento 08/26, equipaggiata con dispositivi di assistenza all'atterraggio tra i quali un impianto di illuminazione ad alta intensità (HIRL), con segnalazione della zona di touchdown (TDZL) ed indicatore di angolo di approccio PAPI, la seconda con fondo sconnesso in erba lunga 627 x 45 m (2 057 x 148 ft) ed orientamento 14/32 chiusa al traffico per impraticabilità.
L'aeroporto, gestito dalla Regione Fiandre, effettua attività secondo le regole e gli orari sia IFR che VFR ed è aperto al traffico commerciale.

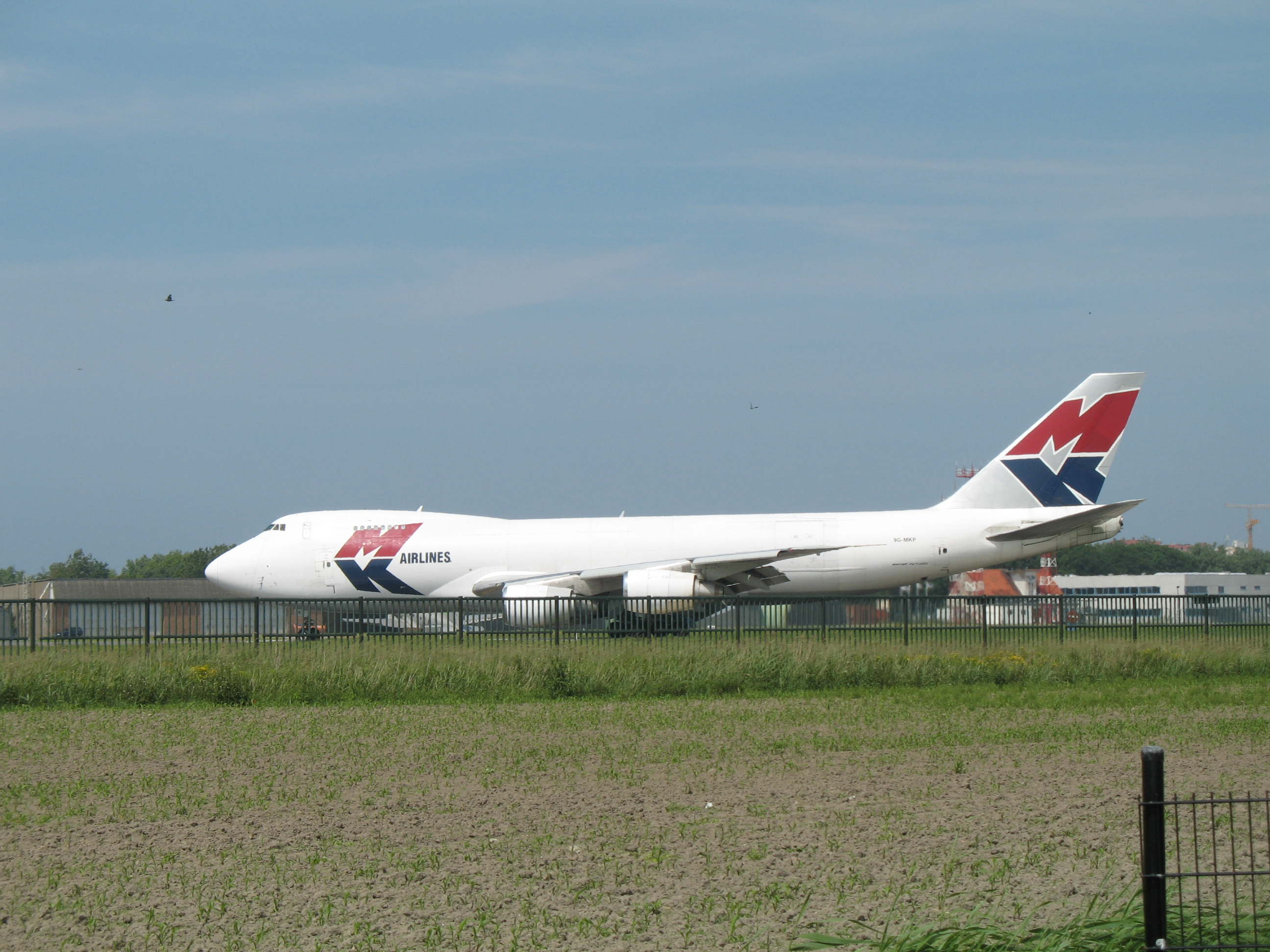
Il Boeing 747-200 marche 9G-MKP della compagnia aerea cargo ghanese MK Airlines in rullaggio all'aeroporto nel giugno 2007.